# バージンブルース
『バージンブルース』は、1974年公開の日本映画。藤田敏八監督作品。東京の女子寮で暮らす浪人生が万引き行為をはたらき、逃げる最中に知り合った中年男性と故郷の岡山県に向かい、2人で過ごす数日間を描いたドラマ映画。主演は、秋吉久美子と長門裕之。

## 概要
『赤ちょうちん』『妹』に続く日活ニュー青春映画3部作（青春フォーク3部作）第3弾。野坂昭如の同名ヒット曲をモチーフに描いている。

## あらすじ
東京の予備校の女子寮で暮らす畑まみは、隣人の小林ちあきに誘われ数人の寮仲間たちとスーパーで万引き行為を繰り返していた。その日もまみたちが集団万引きをしていたところ従業員に見つかり、仲間たちが捕まる中彼女とちあきだけはその場から逃げることに成功する。まみとちあきは知人の若者のアパートにかくまってもらうが、彼も生活に余裕がなく2人は翌日その場を後にする。
女子寮近くに着いたまみとちあきは警官が寮に来ていることに気づいて困っていた所、1年前ちあきが知り合った中年男性・平田洋一郎と再会する。詳しい事情を話さないまままみとちあきは、実家に帰るため洋一郎にお金を借りようとすると、彼からの提案で2人の実家がある岡山県まで送ってもらうことに。電車で岡山まで行く途中、たまたまちあきと2人きりになった洋一郎は、まみが処女であることを聞き興味を持ち始める。
岡山に着くとまみとちあきは交通費を払ってくれた洋一郎にお礼を言い、それぞれ実家に帰るために別々のバスに乗り込む。2人を見送っていた洋一郎はとっさにまみの後を追って同じバスに乗車し、「実家に泊めてほしい」と頼んで付いて行くことに。その後2人でバスを降りるとまみは洋一郎に頼んで実家の様子をうかがってもらうと、警察から家族に万引きの話が伝わっており実家に戻ることを諦め、彼と倉敷市へと向かう。
まみは倉敷でいとこの若者と再会し、彼の劇団の合宿所に洋一郎と寝泊まりさせてもらおうとするが、その夜まみのことで彼らが殴り合いのケンカになってしまう。合宿所を出たまみは警察に捕まる不安を抱えながら、洋一郎と宿屋に泊まり好意を寄せて来る彼に体を許してしまう。その後まみと洋一郎はあてもなく宿で寝泊まりしながら倉敷の街をさまよい2週間が経った頃、偶然警察に連行されるちあきを目撃する。ショックを受けたまみは海沿いのホテルに洋一郎と泊まった翌朝、彼に別れを告げて一人で海に入っていく。

## キャスト
畑まみ（はたけ）
演 - 秋吉久美子
大学浪人一年目の少女で、お茶の水予備校女子寮で暮らす。岡山県出身で、実家は農業を営みマスカットなどを栽培している。万引き時には見張り役をしている。本人によると「貞操観念が強く処女を守っている」とのこと。
平田洋一郎
演 - 長門裕之
43歳。ちあきと1年前に酒の席で知り合い、作中の冒頭で再会した時にまみとも知り合う。脱サラ後にラーメン店を経営を始めたが、スーツを着て街を出歩いており店のことは妻に任せっきり。女好きな性格で金欲が強く日々儲け話を探している。

### まみと関わる主な人たち
小林ちあき
演 - 清水理絵
まみより数歳年上で数年間浪人暮らしを続けている。まみと同じく岡山県出身で実家は薬屋を営む。サバサバした性格で自宅の鍵をかけるのが嫌いなど雑な所がある。集団万引きのリーダーで、まみたち女子寮の仲間たちと以前から窃盗を繰り返している。
橋本誠
演 - 高岡健二
洋一郎の店とは別のラーメン屋で出前を配達するなどして働いている。ちあきの部屋に泥棒に入ったことで当初は嫌われたが、万引き後女子寮に帰れずに困るちあきとまみに自宅に招いたことで親しくなる。
秋山正次（しょうじ）
演 - 林ゆたか
岡山で暮らす、まみの知人。劇団の団長をしており、閉館したストリップ劇場を借りて他の劇団員と共に合宿している。個性的な考えの持ち主で、劇団員たちと“署名しない運動”なる謎の活動をしている。また、東京に対しコンプレックスを持つと同時に、対抗意識を持っている。

### その他東京で登場する人たち
女子寮生
演 - 松山由起子、赤沼智英子
ちあきの誘いに乗ってスーパーで集団万引きをはたらくが、店を出た直後に従業員たちに捕まる。
女子寮の管理人
演 - 上月佐知子
自身宛にまみの実家からマスカットが送られてきたため、彼女にお礼を言う。
ラーメン屋の主人
演 - 多々良純
誠の雇い主。数日前から売上金が減ったことに悩んでいる。普段は愛想が良いが怒ると怖い性格。
平田の妻
演 - 赤座美代子
実質ラーメン屋を一人で切り盛りしており、文字通り赤ん坊を抱えながら働いている。働かず外を出歩いてばかりの洋一郎に不満を持っている。、
ホステス
演 - 中島葵
スナックで洋一郎と出会い、一晩ベッドを共にし彼の身の上話を聞く。

### その他岡山で登場する人たち
まみの祖母
演 - 田中筆子
刑事のフリをしてまみの実家を訪ねてきた洋一郎に「まみが帰ってきたら駐在所に連絡を入れるよう言われている」と話す。作中では、縁側で干し柿を作る作業をしている。三毛猫を飼っている。
ちあきの父
演 - 加藤嘉
夫婦で薬局を営み、もう一人従業員の男性と働いている。万引きをしていたことを警察から知らされ、ちあきを叱りつける。
ちあきの母
演 - 白石奈緒美
集団万引きをした後実家に帰ってきたちあきが逃げ出したため、従業員の男と共に追いかける。
マルブン
演 - 坂本長利
岡山にある居酒屋の常連客。劇団に所属する正次を応援しており、彼らがする変わった活動にも「新しい芸術」として評価している。
ママ
演 - 吉井亜樹子
岡山にある居酒屋のママ。正次たち劇団員が常連で通う。正次から「自動販売機のせいで店の売上が減っているのでは？」と心配される。
劇団員
演 - 中森肇子
正次の劇団に所属する団員。10人程度の仲間たちと合宿中で芝居の稽古をしたり、舞台度胸をつけるためか街なかで様々な活動を行っている。
野坂昭如（本人役）
演 - 野坂昭如（特別出演）
倉敷のとある観光地の広場でリサイタルを行い、自身の持ち歌を聴衆に聴かせる。

## スタッフ
- 監督 - 藤田敏八
- 脚本 - 内田栄一
- 企画 - 栗林茂
- 製作 - 伊藤亮爾
- 撮影 - 安藤庄平
- 美術 - 横尾嘉良
- 音楽 - 武川行秀、ミッキー吉野
- 録音 - 紅谷愃一
- 照明 - 松下文雄
- 編集 - 井上治
- 助監督 - 八巻晶彦
- スチル - 井上俊康

## 本作で使用される曲
主題歌
『バージン・ブルース』
唄：野坂昭如、作詞：能吉利人、作曲：桜井順
まみたちが故郷の岡山県に戻る列車のシーンやエンディング直前の挿入曲として使用されている。
挿入歌
『黒の舟唄』
唄：野坂昭如、作詞：能吉利人、作曲：桜井順
野坂昭如のリサイタルのシーンで、伴奏者のギターに乗せて野坂が歌う。